# Качановський Віталій Миколайович
Віталій Миколайович Качановський (11 грудня 1959, Фастів — 14 грудня 2020) — український радянський боксер-любитель. Чемпіон Європи (1983), СРСР (1986) та УРСР (1985), володар Кубка світу з боксу (1983). Заслужений майстер спорту СРСР (1991).

## Життєпис
Народився в місті Фастів Київської області в родині залізничників. До 8 класу навчався у СШ № 12, а 10 класів закінчив 1976 року у СШ № 2.
Професійно займатися боксом почав з 1976 року. Неодноразово ставав чемпіоном Київської області, був переможцем II молодіжних ігор України. У 1977 році вступив до Київського державного інституту фізичної культури. Під час навчання двічі виграв чемпіонат СРСР серед студентів, призер кубку СРСР, фіналіст спартакіади України.
У 1982 році закінчив інститут і був призваний до лав Збройних сил СРСР. За час служби виступав у змаганнях за Збройні Сили СРСР і Київський військовий округ. Виграв турнір найсильніших боксерів СРСР у 1982 році. Чемпіон Збройних Сил СРСР (1985, 1986). Призер чемпіонатів СРСР (1982, 1983, 1987), фіналіст чемпіонатів СРСР (1984, 1985), чемпіон України (1985), Європи (1983), володар Кубку світу (1983).
З 1986 до 1988 роки проходив службу у Північній групі військ в Польщі, старший лейтенант.
Після звільнення з лав ЗС СРСР створив декілька спортивних клубів у Києві, Москві з боксу і кікбоксингу. Виступав з кікбоксингу за латвійський клуб «Печатки Гольфстрима». У 1992 р. в Англії виграв чемпіонат світу з кікбоксингу у суперважкій вазі, а у 1993 р. — чемпіонат Росії.
1992 року у Фастові створив «Спортивно-комерційний клуб Віталія Качановського», є його президентом.
Полковник козачих військ України, перший віце-президент Федерації професійного боксу СНД і слов'янських країн (1998—2008). Постійний головний суддя чемпіонату ЗС України і турнірів на призи братів Кличко.

## Літературна діяльність
Член Спілки письменників Росії (з 2011).
Автор книг «Життя як третій раунд» (Москва, 2010), «Російський спорт. Нокаут чи нокдаун» (Санкт-Петербург, 2012).

## Фільмографія
- 1990 — «Тепла мозаїка ретро і ледь-ледь…» (режисер Микола Олялін).
- 1990 — «Дрянь» (режисер Анатолій Іванов).
- 2007 — «Неваляшка» (режисер Роман Качанов).

## Нагороди і почесні звання
- Заслужений майстер спорту СРСР (1991).
- Майстер спорту СРСР міжнародного класу (1983).

Має нагороди і цінні подарунки від Міністра оборони СРСР, Почесні грамоти Кабінету Міністрів СРСР і України.